# Württembergische Tss 4

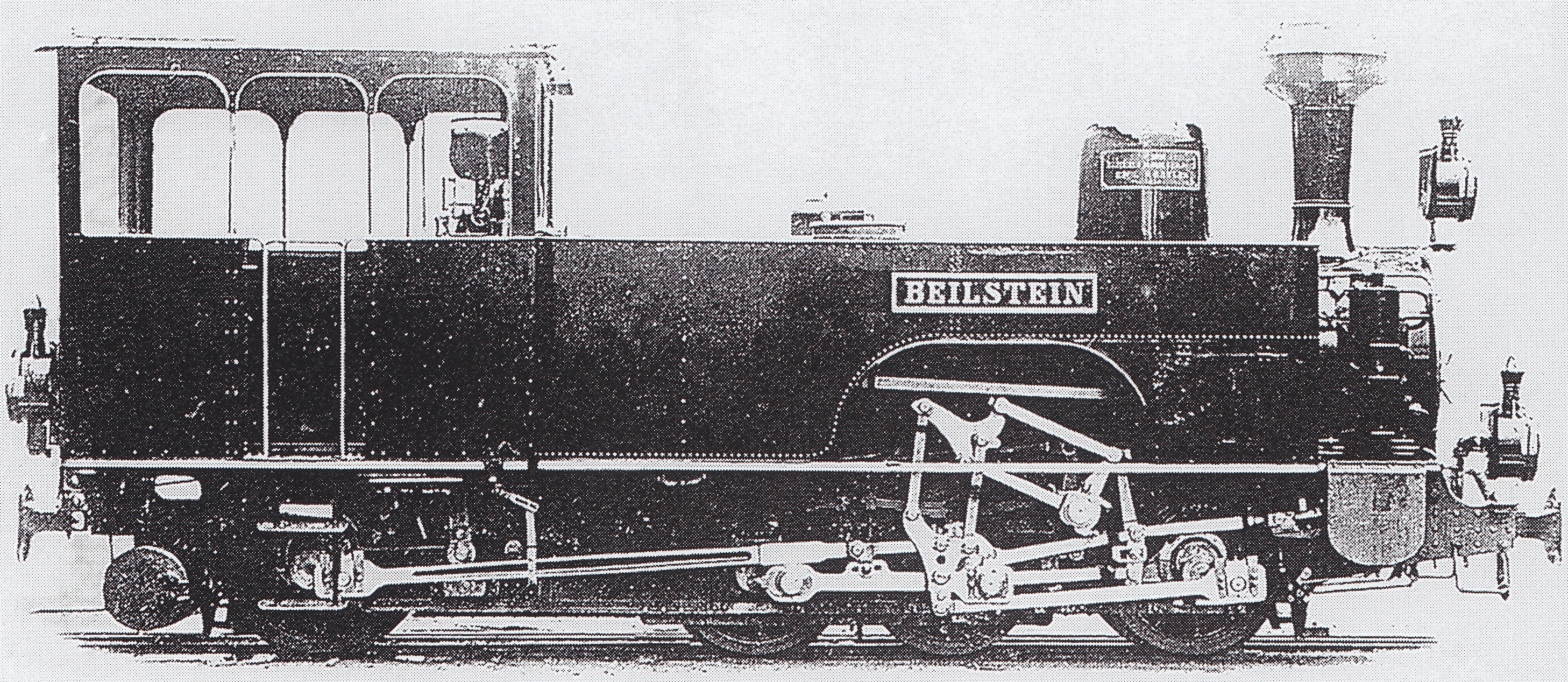
Werksfoto der Maschinenfabrik Esslingen von der Württembergischen Tss 4

Die Württembergische Tss 4 war eine schmalspurige Dampflokomotivbaureihe der Königlich Württembergischen Staatseisenbahnen. Sie wurde auf der Bottwartalbahn zwischen Heilbronn Süd und Marbach am Neckar eingesetzt. Stationiert waren die Lokomotiven während ihrer Dienstzeit in Beilstein.

## Geschichte
Die drei Tss 4 hatten die Bahnnummern 11, 12 und 13. Sie trugen auch Namen: Nr. 11 hieß „Grossbottwar“, Nr. 12 „Oberstenfeld“ und Nr. 13 „Beilstein“. Gebaut hatte sie die Maschinenfabrik Esslingen mit den Fabriknummern 2638 (Nr. 11), 2639 (Nr. 12) und 2640 (Nr. 13). Mit der Eröffnung des Streckenabschnitts von Marbach nach Beilstein begannen sie ihren Dienst am 10. Mai 1894. Seit Inbetriebnahme der Gesamtstrecke am 1. Dezember 1900 fuhren sie auch bis Heilbronn-Süd. Zu Beginn bewältigten sie den Betrieb alleine. Laufruhe und Zugkraft überzeugten. Ab 1899 bekamen die Tss 4 Gesellschaft von der Tssd 42, einer Mallet-Lokomotive. Die Tssd wurden nun auch für die Bottwartalbahn beschafft, was eine Abkehr vom wartungsintensiven Klose-Triebwerk bedeutete. Dennoch versahen die drei Tss 4 ihren Dienst bis in die Zeit der frühen Reichsbahn hinein, auch wenn in den 1920er Jahren die Loks oft wegen ihres verschlissenen Triebwerks abgestellt waren oder repariert wurden. 1923 besiegelte die neuere Sächsische VI K das Ende der Tss 4 auf ihrer Stammstrecke. Die Loks 12 und 13 erhielten noch die Reichsbahn-Nummern 99 621 und 99 622. Nr. 11 wurde nicht umgezeichnet und schied bereits im Jahr 1923 aus. Die zwei anderen wurden 1926 abgestellt. Lok 11 wurde bereits 1925, die beiden umgezeichneten Loks im Jahr 1928 ausgemustert und danach verschrottet.

## Technische Merkmale
Die drei Tenderlokomotiven waren von der Ts 4 abgeleitet und an die Spurweite von 750 mm angepasst. Der Achsstand wurde allerdings auf 4,5 m verlängert. Die vierte Achse unter dem Führerhaus war anders als bei der meterspurigen Ts 4 mit großem Abstand zur dritten Achse angebracht. Die Dampfloks hatten zwei schräg angeordnete Innenzylinder. Sie arbeiteten auf die zweite, fest im Außenrahmen liegende Achse, die ohne Spurkränze ausgeführt war. Die Steuerung, die beiden Schieberkästen mit den Flachschiebern und das Triebwerk waren außerhalb des Rahmens angebracht. Das Triebwerk war von der Bauart Klose und hatte daher nach dem Muster eines doppelten Parallelogramms angeordnete Hebel. Sie befanden sich unterhalb des großen Ausschnitts im Wasserkasten über der zweiten Achse. Die erste und vierte Achse wurden über die dritte, seitlich um ±31 mm bewegliche Achse entsprechend der Gleiskurve (= radial) eingeschwenkt, indem sich die Kuppelstangen über die Hebel in den Parallelogrammen entsprechend dem Bogen verkürzten oder verlängerten.
Das Führerhaus war seitlich und hinten offen. Um das Lokpersonal nicht Wind und Wetter bei der Rückwärtsfahrt auszusetzen, konnten die Lokomotiven auf den Drehscheiben in Marbach und Heilbronn-Süd gewendet werden und daher immer mit dem Schornstein voraus fahren. Die Wasserbehälter seitlich des Kessels reichten bis zur Rauchkammer. Kohle wurde im Führerhaus mitgeführt. An Vorräten fassten die Maschinen 3,04 m³ Wasser und 1,0 Tonnen Kohle. Bei Lieferung besaßen die Lokomotiven Kobelschornsteine, um den Funkenflug zu unterdrücken. Später wurden sie durch hohe, konische Schornsteine ersetzt.
Die Lokomotiven besaßen einen genieteten Blechrahmen. Der dreischüssige Langkessel hatte einen Abstand von 3,30 m zwischen den Rohrwänden. Der Dampfdom befand sich auf dem ersten Kesselschuss, der Sanddom auf dem zweiten Kesselschuss. Vorhanden war ein Ramsbottom-Sicherheitsventil, das sich anfangs auf dem Stehkessel im Inneren des Führerhauses befand. Später wurde es auf dem Langkessel hinter dem Dampfdom angebracht.
An Bremsen waren eine Westinghouse-Druckluftbremse für den Zug und eine Exter'sche Spindelbremse vorhanden. Diese arbeitete von schräg oben auf die zweite Achse. Vorhanden war auch eine handbetätigte Sandstreueinrichtung.